# Margaret John
Margaret John (Swansea, 14 dicembre 1926 – Swansea, 2 febbraio 2011) è stata un'attrice gallese.
Premiata con il BAFTA Cymru (Il British Academy of Film and Television Arts per il Galles), era conosciuta soprattutto per il suo ruolo di Doris nella serie televisiva britannica Gavin & Stacey. È stata descritta, dalla collega attrice Ruth Jones, come "un vero tesoro nazionale".

## Biografia
Nata a Swansea, da bambina voleva fare l'infermiera o la veterinaria, ma non poteva sopportare la vista del sangue.
Recitò saltuariamente a scuola con la sorella Mair. Notata in un concorso in costume, dopo un'audizione la John studiò presso la London Academy of Music and Dramatic Art, diplomandosi nel 1950.
Le prime apparizioni pubbliche di Margaret John avvennero al Grand Theatre di Swansea, dove ebbe piccole parti nel repertorio settimanale.
Non essendo la sua parlata gallese molto fluente, trovò alcune produzioni in gallese, a volte difficili.
Dopo varie apparizioni alla radio e in teatro, debuttò in televisione nel 1956 in un'opera in lingua gallese.
A 48 anni, sposò Ben, un suonatore di viola che si esibì sia con la London Symphony Orchestra che con Frank Sinatra. Morì a 39 anni, tre anni dopo il loro matrimonio, e lei non si risposò più. Non ebbero figli.
I suoi ruoli televisivi includono apparizioni in episodi di The First Lady (BBC), The Troubleshooters (BBC), Doppia sentenza (BBC), Mike Yarwood in Persons (Thames), Doomwatch (BBC), Blake's 7, Secret Army (BBC), Lovejoy, My Family, High Hopes (BBC Wales), The District Nurse, Casualty e Doctors.
Sulla BBC Radio 4 comparve in Linda Smith's A Brief History of Timewasting e recitò nel ruolo di Mrs Stone, la segreteria della scuola, nelle dieci serie originarie della commedia trasmessa alla radio dalla BBC King Street Junior dal 1985 al 1998.
In una carriera durata oltre cinquant'anni, è apparsa in numerosi programmi televisivi, come Coronation Street, Dixon of Dock Green, Z Cars, Doctor Who, Little Britain, Valle di luna, Last of the Summer Wine, The Mighty Boosh.
Nei primi anni ottanta, si divertì a comparire per un lungo periodo nella soap opera quotidiana Crossroads della ITV nel personaggio della addetta alla ricezione Marian Owen. Mentre tra il 2007 e il 2010, ha ritratto la vicina di casa Doris, fumatrice di cannabis, volgare e incline a tentare di sedurre uomini molto più giovani, nella serie di commedie della BBC Gavin & Stacey.
Al 18° film BAFTA Cymru Film, Television and Interactive Media Awards il 17 maggio 2009, al Wales Millennium Centre di Cardiff Bay (area di Cardiff), in una cerimonia condotta dal presentatore televisivo Gethin Jones la John è stata premiata con il Lifetime Achievement Award (premio alla carriera).
Nel settembre 2009, la John apparve in Cow cortometraggio del regista Peter Watkins Hughes realizzato per mettere in guardia contro i pericoli della distrazione che comporta la scrittura di SMS mentre si guida.
Sempre nel 2009, la John apparve nell'opera teatrale I monologhi della vagina, il suo precedente lavoro teatrale risaliva al 1980 con Medea allo Young Vic Theatre di Londra, a fianco di Eileen Atkins.
La John apparve sul palco di Calendar Girls al Wales Millennium Centre dal 27 luglio al 7 agosto 2010 e al Venue Cymru al Llandudno dal 9 al 14 agosto 2010, accanto alla collega, l'attrice gallese Ruth Madoc, recitando Lady Cravenshire, il giudice della gara per la migliore torta (Women's Institutes cake competition).
Ha anche recitato, nel 2009, nel film a budget ridotto A Bit of Tom Jones?, una farsa licenziosa sul pene del cantante gallese Tom Jones.
Nel marzo 2010 è apparsa nel programma della BBC One Wales Margaret John - National Treasure, caratterizzato da videoclip degli ultimi 50 anni di televisione e speciali interviste con ospiti, tra i quali, Ruth Jones, Eve Myles e Joanna Page. Il programma è stato ritrasmesso, in omaggio alla John, il 5 febbraio 2011.
È anche apparsa in un breve video della BBC in cui ha cucinato torte per il Saint David's Day, il giorno dedicato al patrono del Galles.
La sua ultima apparizione sullo schermo fu nel nuovo dramma della HBO Game of Thrones, l'8 maggio 2011.
Fan ossessiva dei puzzle e dei giochi solitari, ha costantemente collaborato con molti enti di beneficenza, tra cui: Sport Relief, Children in Need, Comic Relief, People's Dispensary for Sick Animals (PDSA) e il George Thomas Hospice. È stata anche il volto della campagna AdvantAGE della Lotteria nazionale del Regno Unito creata per offrire opportunità per le persone anziane.
Margaret John è morta in ospedale nella sua città natale di Swansea il 2 febbraio 2011 dopo una breve polmonite.

## Filmografia

### Cinema
- Run Fatboy Run, regia di David Schwimmer (2007)
- A Bit of Tom Jones?, regia di Peter Watkins-Hughes (2009)

### Televisione
- How Green Was My Valley – miniserie TV, 5 puntate (1960)
- Z Cars – serie TV, 4 episodi (1967)
- Doctor Who – serie TV, episodi 5x32-5x33-5x34 (1968)[11][12]
- 7 of 1 – serie TV, episodio 1x07 (1973)
- Gli invincibili (The Protectors) – serie TV, episodio 2x21 (1974)
- Last of the Summer Wine – serie TV, episodi0 4x05 (1977)
- Blake's 7 – serie TV, episodio 1x01 (1978)
- Crossroads – soap opera, 25 puntate (1978-1980)
- Sherlock Holmes e l'incidente a Victoria Road (Sherlock Holmes: Incident at Victoria Falls), regia di Bill Corcoran – film TV (1992)
- The Mighty Boosh – serie TV, episodio 2x03 (2005)
- High Hopes – serie TV, 38 episodi (2002-2008)
- Gavin & Stacey – serie TV, 9 episodi (2007-2010)
- Skins – serie TV, episodio 4x06 (2010)
- Il trono di spade (Game of Thrones) – serie TV, episodi 1x03-1x04 (2011) - postuma